# Dècada del 1560

## Esdeveniments
- Comença l'època dels pirates al Carib
- Creació de la Fira del Llibre de Frankfurt
- Inici de la construcció del Monestir de l'Escorial
- Guerra dels Vuitanta Anys
- França arriba a una població de 20 milions, 80% dels quals viuen a petits pobles

## Personatges destacats
- Michelangelo Buonarroti
- Claudio Monteverdi, compositor, cantor, gambista i mestre de capella italià, l'obra del qual assenyalarà el pas de la música del Renaixement a la música barroca.[1]